# Leonardo Talamonti

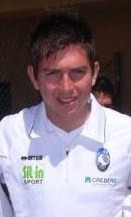

Leonardo José Talamonti (Álvarez, 12 november 1981) is een Argentijns voetballer die bij voorkeur als verdediger speelt.
Talamonti's profcarrière begon bij Rosario Central, dat hem in 2004 verhuurde aan SS Lazio. Na één jaar in de Serie A keerde hij terug naar Argentinië om voor River Plate te spelen. Dat verhuurde Talamonti in de zomer van 2006 aan Atalanta, dat hem na afloop van dat seizoen definitief aantrok.

## Carrière
- Rosario Central (jeugd)
- 2000-2005: Rosario Central
  - 2004-2005: → SS Lazio
- 2005-2007: River Plate
  - 2006-2007: → Atalanta Bergamo
- 2007-2011: Atalanta Bergamo
- 2011-2013: Rosario Central
- 2013-2014: CS Belgrano
- 2015: Atlanta
- 2016-:  Platense